# Moncks Corner
Moncks Corner è una città degli Stati Uniti d'America, situata nella Contea di Berkeley nello Stato della Carolina del Sud.